# Церковь Покрова Пресвятой Богородицы на Приорке
Церковь Покрова Пресвятой Богородицы — православный храм в Киеве, на Приорке. Относится к Киевской епархии Украинской православной церкви Московского патриархата.
Настоятель храма — Дионисий (Пилипчук), епископ Переяслав-Хмельницкий.

## История

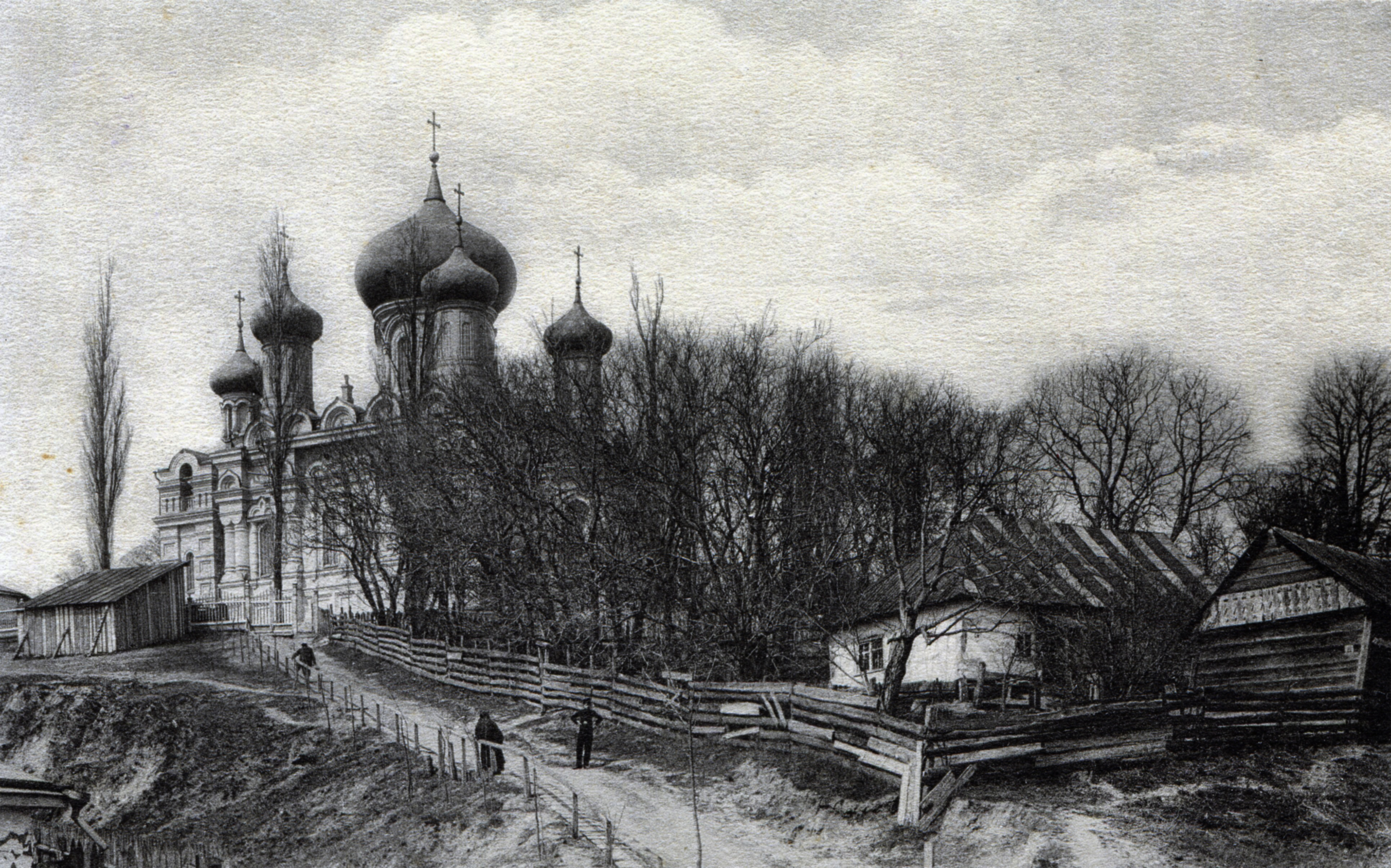
Церковь Покрова Пресвятой Богородицы, начало XX века.

В XVIII веке, когда Приорка ещё не была пригородом Киева, а лишь пригородной слободой, здесь стояла деревянная церковь святых Георгия и Дмитрия. В 1791 году её разобрали, а в 1795-м «тщанием заседателя бывшего совестного суда Стефана Рыбацкого, купцов Тимофея Зарембы и Андрея Хижняка» на каменном фундаменте построили деревянную церковь Покрова Пресвятой Богородицы.
К началу XX века Приорка уже была окраиной Киева, значительно увеличилось её население. Возникла потребность в новом, более вместительном, храме. Прихожане снова разобрали церковь и 26 сентября (9 октября) 1902 года заложили новое здание. Освящение построенного храма состоялось 3 (16) сентября 1906 года. Общая сумма расходов на строительство церкви составила 57 тысяч рублей серебром, большую часть из которых составляют пожертвования духовных лиц, киевского купечества и приорских прихожан.
При советской власти приход церкви зарегистрировали в декабре 1920 года. В то время адрес — Межигорский переулок, 16, или 24. В 1920-х годах в приходе Покровской церкви служил причт Украинской автокефальной православной церкви (УАПЦ).
В 1922 году при церкви образовалось сестринство. В него входили Надежда Дорошенко (алтарница), Наталья Кихно, Пелагея Нетецкая, ещё несколько женщин. Помимо церковных дел, сестры занимались благотворительностью: готовили обеды и развозили их по киевским тюрьмам.
Потом некоторое время в церкви сосуществовали приходы УАПЦ и традиционной «старославянской» (то есть Патриаршей) общины. С 1923 по 1925 год ключарём храма был протоиерей Николай Боголюбов. В конце 1920-х годов храм полностью отошел к старославянскому приходу. В 1930-х годах в церкви служил отец Леонтий.
В феврале 1938 года храм закрыли и осквернили: в его здании устроили овощную базу. С приходом нацистов в сентябре 1941 года церковь снова открылась — и после этого не закрывалась. Однако церковная утварь и предметы для богослужения были потеряны — за исключением дверей от иконостаса с иконой Архангела Михаила. Она стоит в правом боковом алтаре храма до сих пор. Новый иконостас, сохранившийся по сей день, был сооружен в 1944 году стараниями тогдашнего настоятеля храма Тимофея Коваля. Иконостас расписал известный украинский художник Иван Ижакевич.
Исповедальные книги, метрики и клировые ведомости церкви (с 1737 по 1920 года) хранятся в Центральном государственном историческом архиве Украины (ЦДИАК) в городе Киеве.
Покровская церковь — единственная на Виноградаре и поэтому в храме всегда многолюдно. Кроме местных жителей приезжают люди, которые после сноса одноэтажной Приорки получили квартиры в других районах города.
К 100-летию со дня освящения храма заново перекрыт главный купол церкви (благотворители пожертвовали 56 тысяч гривен).

## Архитектура
Церковь построена в русском стиле. Главная часть храма, почти квадратная в плане, увенчана большим круглым барабаном с массивной луковичнообразной главой и четырьмя небольшими круглыми барабанами с такими же луковичнообразными куполами.

## Настоятели
- 1923—1925 — протоиерей Николай Боголюбов[4][5].